# Hornby Castle (Yorkshire)
Hornby Castle er en befæstet herregård fra 1300-tallet, der ligger på kanten af Wensleydale mellem Bedale og Leyburn i North Yorkshire, England.
Den blev oprindeligt opført i 1300-tallet, men blev ombygget i 1400-, 1700- og 1900-tallet. Den er opført af grov sandsten med et tag af bly og skifer.
Den nuværende bygning er sydlængen af et langt større kompleks, hvor resten er blevet revet ned.
Det er listed building af første grad, mens den tilhørende park er listed af anden grad.